# Kia Stinger
Kia Stinger (укр. Кія Стінгер) — чотирьохдверний ліфт бек бізнес-класу, що виготовляється корейською компанією Kia Motors з 2017 року.

## Історія

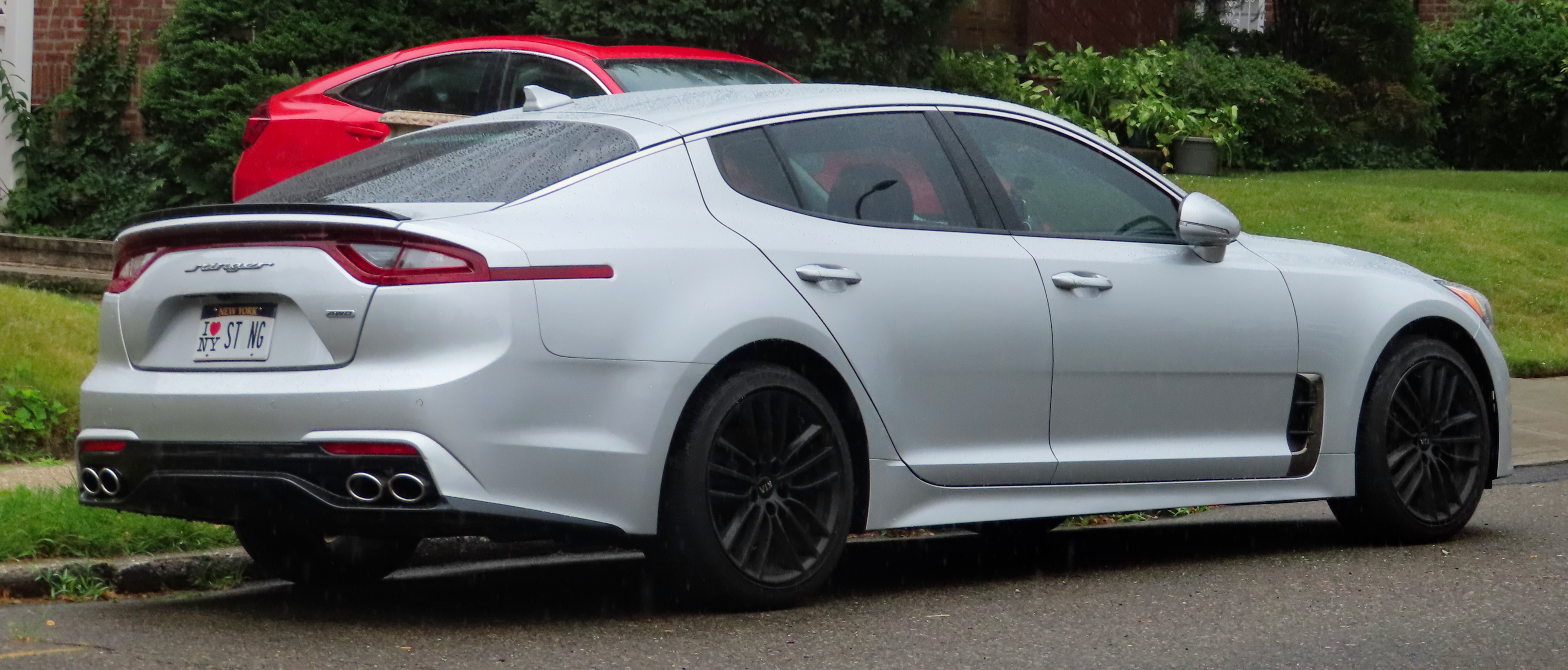
Kia Stinger (2017–2020)

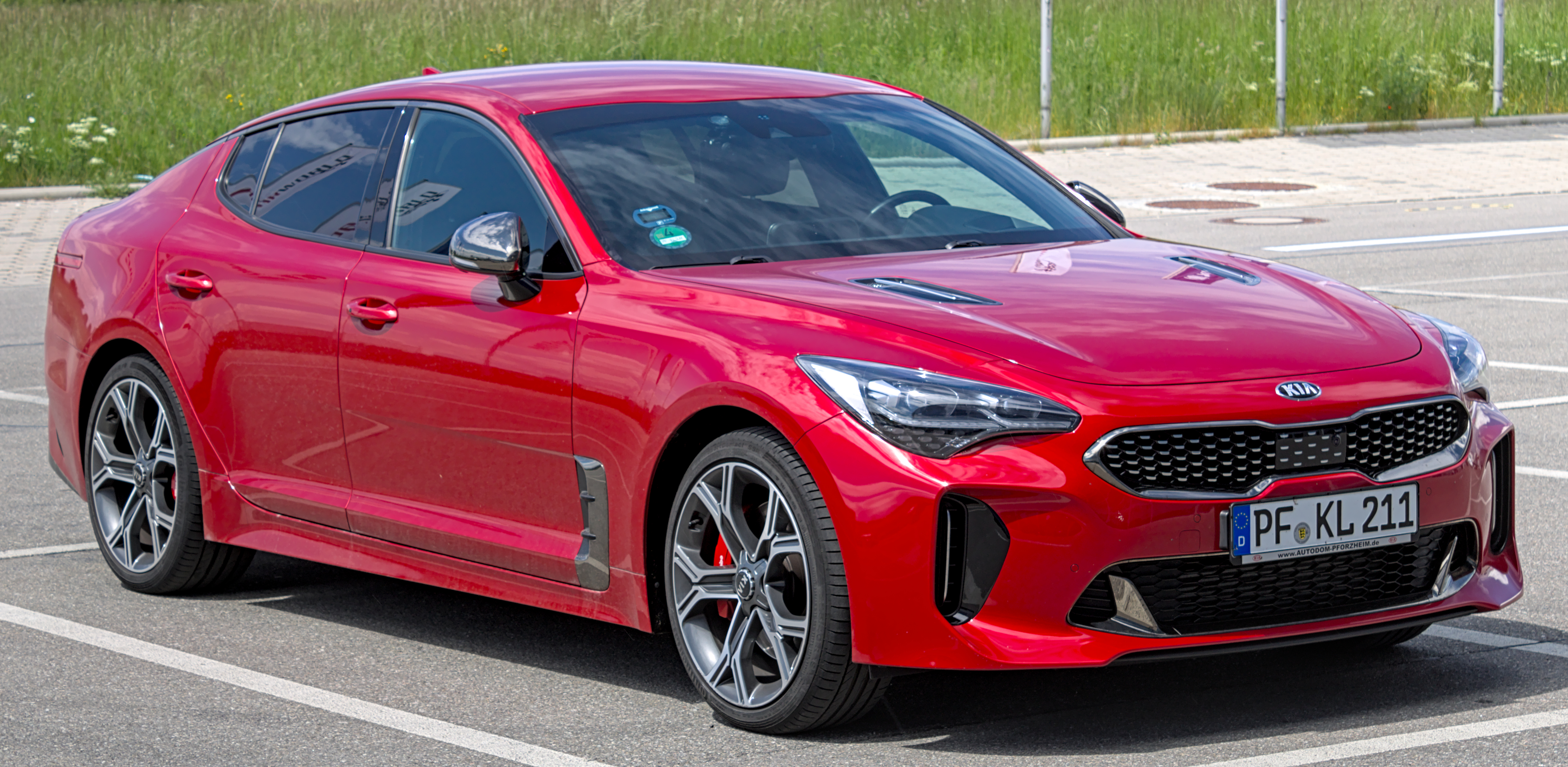
Kia Stinger (2020–2023)

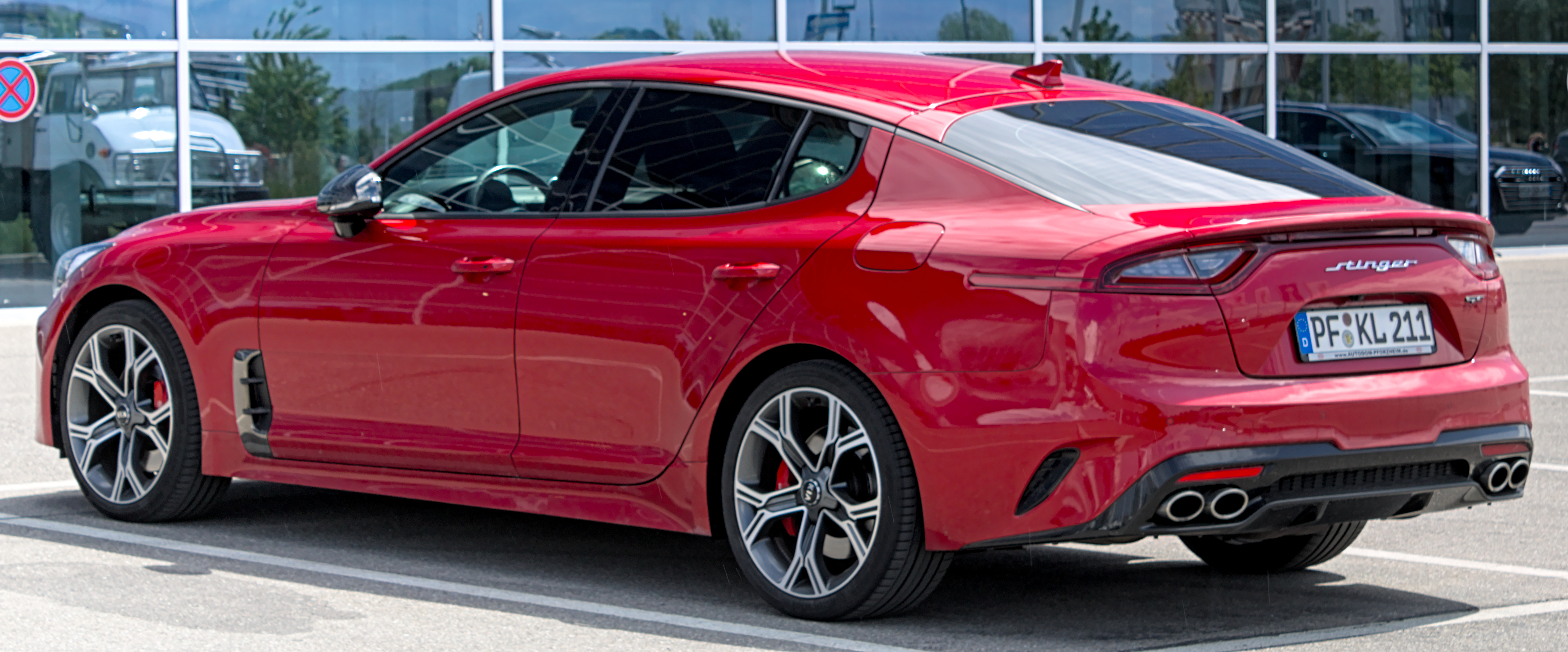
Kia Stinger (2020–2023)

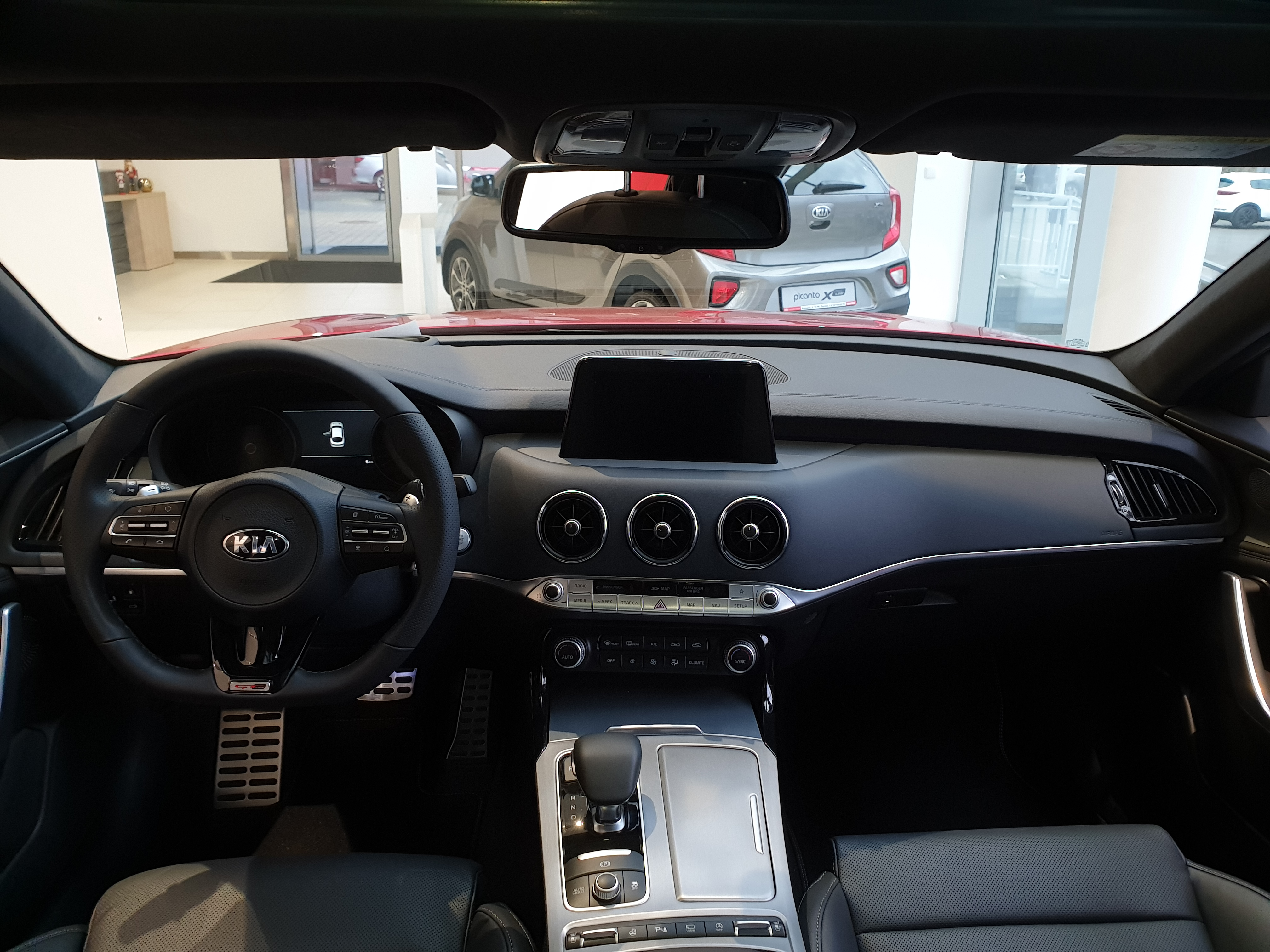
Салон Kia Stinger

На міжнародному автосалоні у вересні 2011 року Kia представила концепт-кар GT Concept з двигуном потужністю 395 к.с. (291 кВт). Завдяки позитивним відгукам виробник почав розробляти серійну модель. Серійний автомобіль дебютував на автосалоні в Детройті в січні 2017 року під назвою Стінгер (з англійської «жало») і почав продаватися в Європі 21 жовтня 2017 року. Дизайн Стінгера розробляли Петер Шраєр і Грегорі Гійом в Франкфурті.

## Опис
Для автомобіля спочатку надані два бензинових двигуни та один дизельний двигун на вибір. Більш потужний з двох бензинових двигунів запозичений у Genesis G90, а дизельний двигун використовується у Kia Sorento.
Звичайна версія комплектується 2-літровим 255-сильним турбодвигуном, версія GT комплектується 3.3 л V6 Lambda II T-GDI з подвійним наддувом потужністю 370 к.с. На Stinger GT встановлюють посилені гальма Brembo з червоними супортами. Спереду тут працюють 4-поршневі механізми з дисками діаметром 350 мм, а ззаду встановлені 2-поршневі машинки та диски на 340 мм. Також на таких Стінгерах використовуються 19-дюймові колісні диски зі спеціально розробленими шинами Michelin і Continental (225/40 спереду і 255/35 ззаду). Автомобіль оснащений системою Launch Control, за допомогою якої автомобіль від 0 до 100 км/год набирає за 4,9 с і розвиває максимальну швидкість в 270 км/год.
Технічно Стінгер збудований на шасі Genesis G80. Від нього Kia отримала поздовжньо встановлений двигун, незалежну підвіску всіх коліс, задній або повний привід. Стандартно автомобіль пропонується з восьмиступеневою автоматичною коробкою передач.
У топовій комплектації встановлюється аудіосистема Harman-Kardon з системами відновлення звуку Clari-Fi і об'ємного звучання QuantumLogic. А щоб розмістити в салоні 9 або 15 динаміків, пару сабвуферів розташували прямо під передніми кріслами. Можна також замовити інтерфейс автомобіля з підтримкою Apple CarPlay і Android Auto. І тоді замість базового центрального 7-дюймового сенсорного екрана буде 8-дюймовий.
Kia Stinger 2021 пропонує багажник об'ємом 660 л. Цей показник перевершує більшість конкурентів у сегменті. 
Витрати пального
Базовий 2.0-літровий чотирициліндровий турбодвигун на 255 кінських сил і 353 Нм стандартно має привід на задні колеса. Витрата пального перебуває на рівні 10.8 л/100 км у міському, 8.2 л/100 км у заміському та 9.6 л/100 км у змішаних циклах. З повним приводом показники витрати зростають до 10.9, 8.7 та 9.6 л/100 км відповідно. 3.3-літровий V6 турбодвигун витрачає 12.6 л/100 км у місті, 9.8 л/100 км за його межами і 11.3 л/100 км у середньому з приводом на задні колеса. З повним приводом витрата зросте до 13.5, 10.0 і 11.9 л/100 км відповідно. Як альтернатива, але не на всіх ринках, пропонується дизельний 2.2-літровий чотирициліндровий турбодвигун на 200 кінських сил і 440 Нм. З заднім приводом розгін відбувається за 7.7 секунд. Витрата пального становить 6.7 л/100 км у змішаному циклі.

### Двигуни
- 2.0 T-GDI turbo I4 255 к.с.
- 3.0 T-GDI twin-turbo V6 370 к.с.
- 2.2 CRDi (diesel) I4 200 к.с.

## Продажі
| рік  | Австралія | США    | Канада | Європа | Світ   |
| ---- | --------- | ------ | ------ | ------ | ------ |
| 2017 |           | 843    | 172    | 1,265  | 2,992  |
| 2018 | 1,957     | 16,806 | 1,682  | 3,853  | 27,641 |
| 2019 | 1,773     | 13,861 | 1,569  | 3,547  | 23,308 |